# Gwangju-Design-Biennale
Die Gwangju-Design-Biennale ist eine international angelegte Design-Veranstaltung in Südkorea mit Ausstellungen, Workshops und Events. Als erste Biennale für Design wollte sich Gwangju zum internationalen Zentrum für Cutting-Edge-Design etablieren. Die Biennale wird von der Gwangju Biennale Foundation veranstaltet.